# Miguel Rodrigo Pereira Vargas
Miguel Rodrigo Pereira Vargas (n. Lisboa, 18 de noviembre de 1978) es un futbolista portugués. Actualmente juega como centrocampista para el AEL Limassol en la primera división de Chipre.

## Trayectoria
Cuando el sporting de Lisboa era B, Vargas solo apareció en su último año, siendo prestado tres veces, la primera en Académica de Coimbra, donde hizo sus debuts de primera división a la edad de 19 años.
Después de terminado el contrato en el verano de 2001, Vargas se fue al F.C. Alverca, experimentado su periodo más estable en su país, con tres magníficas temporadas, siendo relegado en 2003–04. Más tarde, se trasladó en breve al União de Leiria, pero rápidamente se fue al G.D. Estoril-Praia de segunda división, inicialmente como préstamo.
En el verano de 2006, Vargas comenzó a jugar en el extranjero, su primera parada fue Chipre con el equipo APOP Kinyras Peyias FC, being instrumental as the side managed to remain in the top level durante su estancia de dos temporadas completas.
Se trasladó a equipos del mismo país en las transferencias de enero de 2009, firmando con AEL Limassol, y reuniéndose con su antiguo compañero de equipo del Sporting (youth), Alverca y el Leiria Pedro Torrão; otra vez titular indiscutible, proporcionó varias asistencias en sus goles laterales, también compensando ambas con muchas victorias (contra el Doxa Katokopia solo para el juego, y en Nea Salamis Famagusta, una victoria de 3–1, ambas en 2009–10).